# Arcidiocesi di Cumaná
L'arcidiocesi di Cumaná (in latino Archidioecesis Cumanensis) è una sede metropolitana della Chiesa cattolica in Venezuela. Nel 2023 contava 616.271 battezzati su 726.893 abitanti. È retta dall'arcivescovo eletto Ángel Francisco Caraballo Fermín.

## Territorio

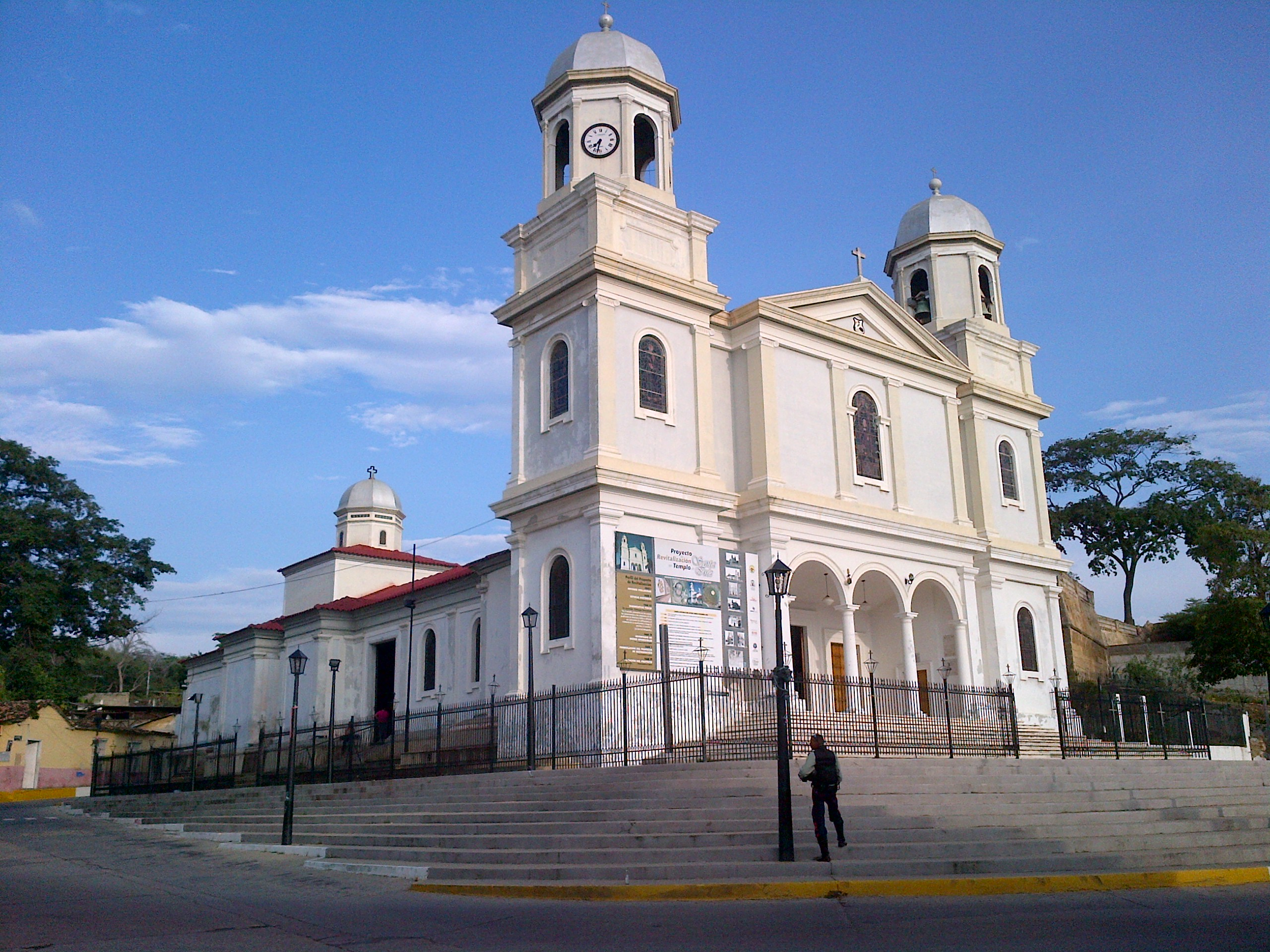
La basiloca minore di Santa Ines.

L'arcidiocesi comprende la parte occidentale dello stato venezuelano di Sucre, e precisamente i comuni di Sucre, Montes, Bolívar, Mejía, Ribero e Cruz Salmerón Acosta.
Sede arcivescovile è la città di Cumaná, nel comune di Sucre, dove si trovano la cattedrale del Sacro Cuore di Gesù e la basilica minore di Santa Ines.
Il territorio si estende su 5.972 km² ed è suddiviso in 28 parrocchie, raggruppate in 5 arcipresbiterati.

### Provincia ecclesiastica
La provincia ecclesiastica di Cumaná, istituita nel 1992, comprende le seguenti suffraganee:
- diocesi di Barcelona,
- diocesi di Carúpano,
- diocesi di El Tigre,
- diocesi di Margarita.

## Storia
La diocesi di Cumaná fu eretta il 12 ottobre 1922 con la bolla Ad munus di papa Pio XI, ricavandone il territorio dalla diocesi di Santo Tomás de Guayana (oggi arcidiocesi di Ciudad Bolívar).
Originariamente suffraganea dell'arcidiocesi di Caracas, il 21 giugno 1958 entrò a far parte della provincia ecclesiastica dell'arcidiocesi di Ciudad Bolívar.
Il 18 luglio 1969 cedette una porzione del suo territorio a vantaggio dell'erezione della diocesi di Margarita.
Il 16 maggio 1992 è stata elevata al rango di arcidiocesi metropolitana con la bolla Necessitate adducti di papa Giovanni Paolo II.
Il 4 aprile 2000 ha ceduto un'altra porzione di territorio a vantaggio dell'erezione della diocesi di Carúpano.

## Cronotassi dei vescovi
Si omettono i periodi di sede vacante non superiori ai 2 anni o non storicamente accertati.
- Sixto Sosa Díaz † (16 giugno 1923 - 29 maggio 1943 deceduto)
  - Sede vacante (1943-1949)
- Crisanto Darío Mata Cova † (21 ottobre 1949 - 30 aprile 1966 nominato arcivescovo di Ciudad Bolívar)
- Mariano José Parra León † (30 novembre 1966 - 12 marzo 1987 ritirato)
- Alfredo José Rodríguez Figueroa † (12 marzo 1987 - 17 settembre 2001 deceduto)
- Diego Rafael Padrón Sánchez (27 marzo 2002 - 24 maggio 2018 ritirato)
- Jesús González de Zárate Salas (24 maggio 2018 - 28 giugno 2024 nominato arcivescovo di Valencia in Venezuela)[2]
- Ángel Francisco Caraballo Fermín, dal 6 marzo 2025

## Statistiche
L'arcidiocesi nel 2023 su una popolazione di 726.893 persone contava 616.271 battezzati, corrispondenti all'84,8% del totale.
| anno | popolazione | popolazione | popolazione | presbiteri | presbiteri | presbiteri | presbiteri                | diaconi | religiosi | religiosi | parrocchie |
| anno | battezzati  | totale      | %           | numero     | secolari   | regolari   | battezzati per presbitero | diaconi | uomini    | donne     | parrocchie |
| ---- | ----------- | ----------- | ----------- | ---------- | ---------- | ---------- | ------------------------- | ------- | --------- | --------- | ---------- |
| 1949 | ?           | 380.000     | ?           | 29         | 15         | 14         | ?                         |         | 12        | 35        | 21         |
| 1966 | 525.000     | 535.900     | 98,0        | 53         | 38         | 15         | 9.905                     |         | 16        | 91        | 35         |
| 1970 | 475.447     | 484.447     | 98,1        | 48         | 27         | 21         | 9.905                     |         | 22        | 60        | 31         |
| 1976 | 500.782     | 510.607     | 98,1        | 46         | 26         | 20         | 10.886                    |         | 21        | 70        | 35         |
| 1980 | 569.600     | 583.000     | 97,7        | 51         | 35         | 16         | 11.168                    |         | 17        | 69        | 39         |
| 1990 | 646.000     | 694.000     | 93,1        | 46         | 34         | 12         | 14.043                    |         | 13        | 70        | 55         |
| 1999 | 781.276     | 822.396     | 95,0        | 55         | 37         | 18         | 14.205                    |         | 19        | 77        | 43         |
| 2000 | 306.500     | 319.208     | 96,0        | 36         | 28         | 8          | 8.513                     |         | 9         | 59        | 23         |
| 2001 | 480.000     | 505.864     | 94,9        | 35         | 24         | 11         | 13.714                    |         | 12        | 41        | 24         |
| 2003 | 540.000     | 600.012     | 90,0        | 35         | 25         | 10         | 15.428                    |         | 12        | 45        | 24         |
| 2004 | 612.055     | 680.075     | 90,0        | 33         | 23         | 10         | 18.547                    |         | 11        | 45        | 23         |
| 2006 | 489.000     | 515.000     | 95,0        | 28         | 19         | 9          | 17.464                    |         | 10        | 47        | 24         |
| 2013 | 589.000     | 728.000     | 80,9        | 34         | 28         | 6          | 17.323                    |         | 6         | 42        | 24         |
| 2016 | 613.292     | 780.554     | 78,6        | 27         | 26         | 1          | 22.714                    |         | 1         | 14        | 23         |
| 2019 | 603.389     | 685.561     | 88,0        | 24         | 23         | 1          | 25.141                    |         | 1         | 27        | 24         |
| 2021 | 607.364     | 716.708     | 84,7        | 30         | 29         | 1          | 20.245                    |         | 1         | 10        | 24         |
| 2023 | 616.271     | 726.893     | 84,8        | 30         | 29         | 1          | 20.542                    |         | 1         | 15        | 28         |